# Parameioneta
Parameioneta es un género de arañas araneomorfas de la familia Linyphiidae. Se encuentra en el este y Sudeste de Asia.

## Lista de especies
Según The World Spider Catalog 12.0:
- Parameioneta bilobata Li & Zhu, 1993
- Parameioneta spicata Locket, 1982